# Ben Gardane
Ben Gardane er en by i det sydlige Tunesien med et indbyggertal (pr. 2014) på cirka 79,912. Byen ligger ved landets kyst til Middelhavet.